# Koenraad Tinel

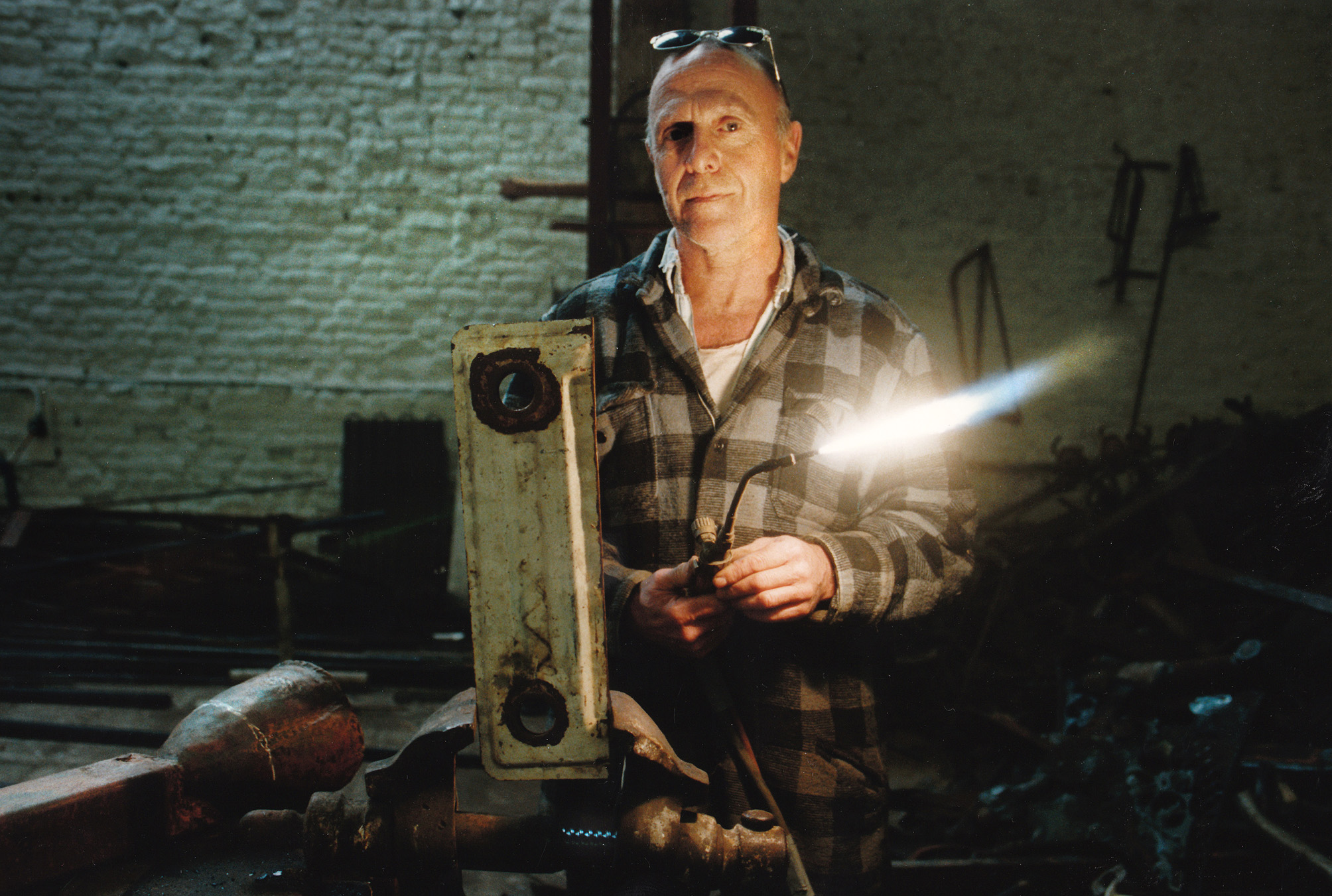
Koenraad Tinel in atelier, Gooik, 1991

Koenraad Tinel (Gent, 31 maart 1934) is een Belgisch beeldhouwer en tekenaar.

## Levensloop
Koenraad Tinel groeide op in een familie van muzikanten die in de Tweede Wereldoorlog collaboreerden met de bezetter. Zijn vader was beeldhouwer, zijn moeder speelde piano en zong. Al heel vroeg begon hij te tekenen en vanaf zijn vijfde kreeg hij pianoles. In 1944 vluchtten zijn ouders met hem en zijn zus naar Duitsland, een odyssee door de puinen van Europa die onuitwisbaar in zijn geheugen gegrift staat. Hij beleefde het einde van de oorlog en het Duits debacle in de toenmalige Russische en Amerikaanse zone. Hoewel hij een getalenteerd pianist was wilde de jonge Koenraad beeldend kunstenaar worden. Hij studeerde beeldhouwen aan het Hoger Instituut La Cambre te Brussel. Na zijn opleiding maakte hij in 1956 een memorabele studiereis per 2CV naar Midden-Indië (tempels van Ellora en Ajanta). Aan de afdeling entomologie van het Koninklijk Instituut voor Natuurwetenschappen in Brussel werkte hij een tijd als wetenschappelijk tekenaar.
Koenraad maakte zich alle technieken van metaalbewerking eigen en startte in 1963 met een eigen smederij. Voor diverse musea en belangrijke opdrachtgevers in Europa ontwierp en vervaardigde hij metalen meubilair en sokkels voor kunstwerken. Drie jaar later vestigde hij zich met vrouw en kinderen in een Brabantse vierkantshoeve in Gooik (Pajottenland) en begon er een bronsgieterij voor eigen werk. In 1971 stopte hij met smeden om zich volledig te kunnen wijden aan het vrije beeldhouwen en tekenen. Tegelijk aanvaardde hij het docentschap aan Sint-Lukas Hogeschool in Brussel waar hij tot 1999 titularis van de beeldhouwafdeling was. In 2020 ontvangt hij samen met zijn vriend Simon Gronowski een eredoctoraat van de Brusselse universiteiten VUB en ULB.
Koenraad Tinel woont en werkt in de oude kasteelhoeve Leysbroek in Vollezele (Pajottenland) aan de rand van het Stiltegebied Dender-Mark.

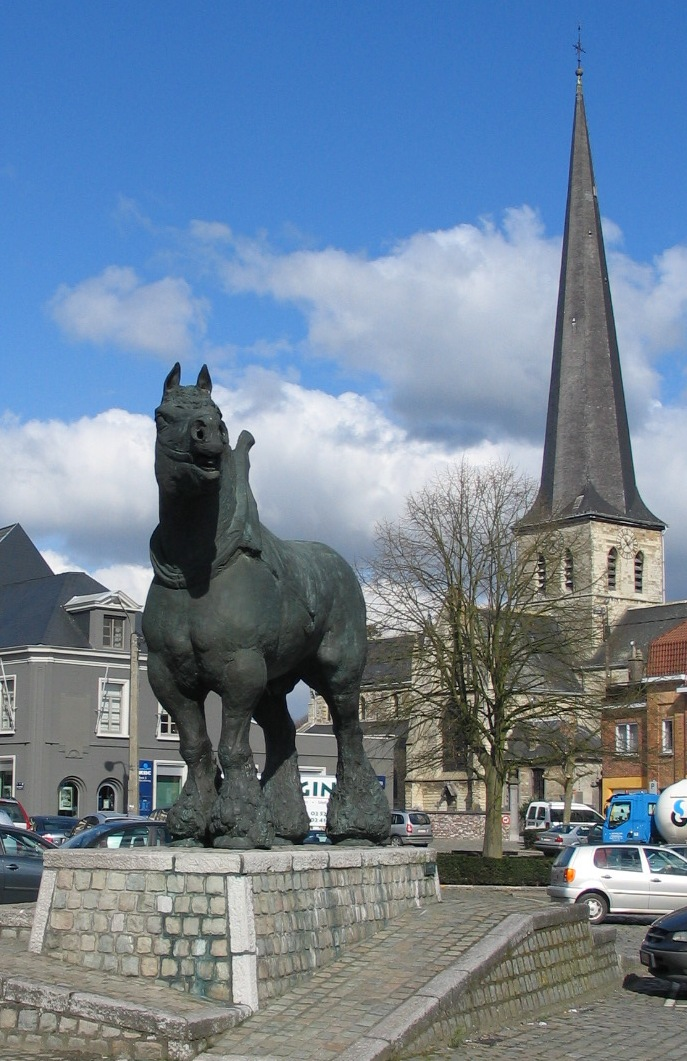
Prins, te Sint-Kwintens-Lennik

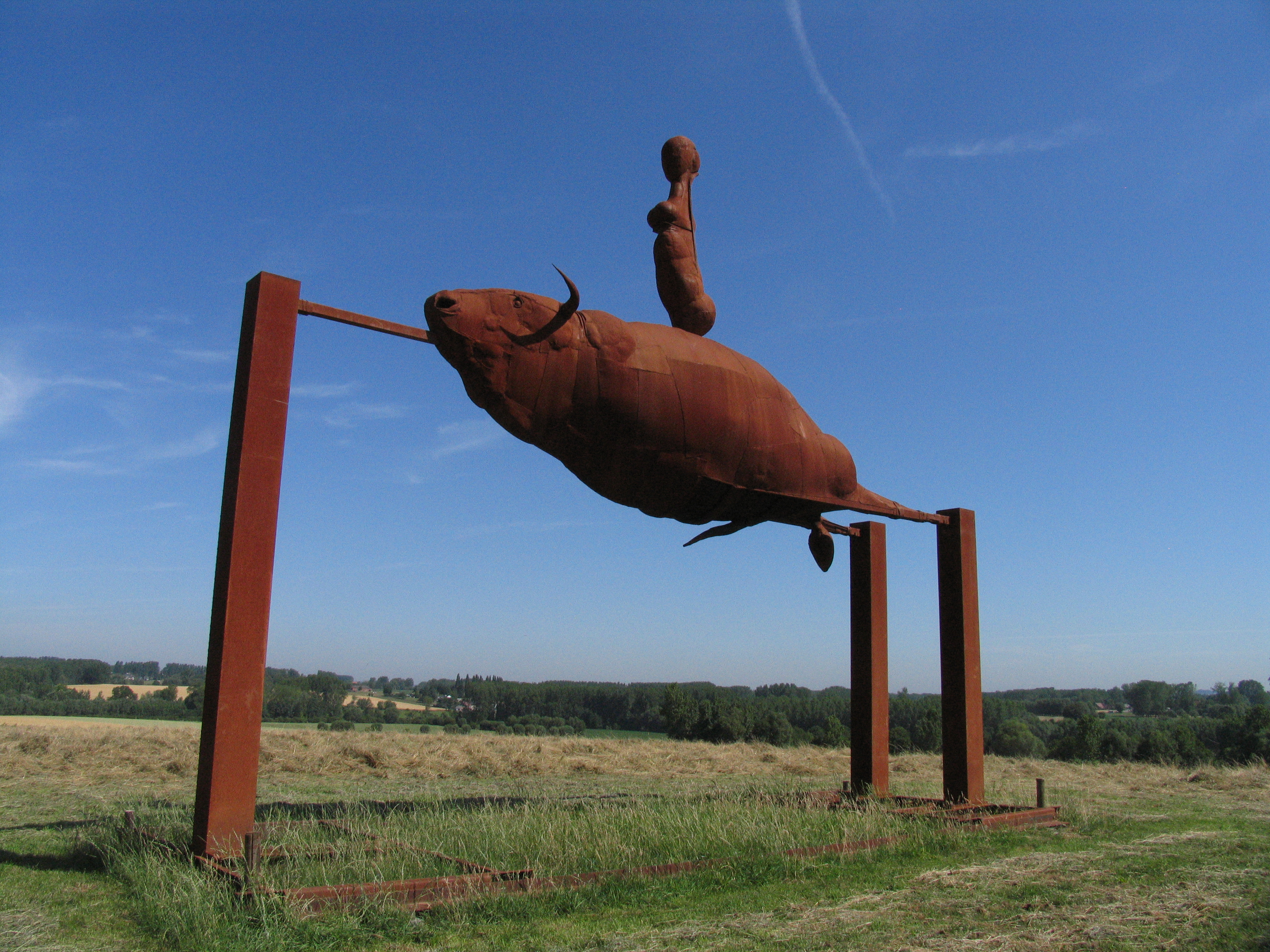
'De ontvoering van Europa in Vollezele

In 2025 werden Tinel en Simon Gronowski geëerd een Ereteken van de Vlaamse Gemeenschap, de eerste die werd uitgereikt met het oog op mensenrechten. Beide mannen overleefden de Tweede Wereldoorlog en ondanks dat Gronowski in een Joods gezin opgroeide, werden ze vrienden.

## Werk
Koenraad Tinel creëert vooral in metaal en mixed media. Hij verraste publiek en critici met spraakmakende tentoonstellingen en verwierf ook brede erkenning voor zijn uitzonderlijke tekenkunst. Belgische galerieën organiseerden individuele tentoonstellingen en presenteerden zijn werk in het buitenland. In 2000 organiseerde de Vlaamse Gemeenschap de openluchttentoonstelling 'BRGL' met 42 monumentale werken in het kasteeldomein Gaasbeek-Groenenberg. In de Brigittinenkapel (Brussel) stelde hij zijn 'Apocalyptische Ruiters' tentoon. Ook verdiepte hij zich met inkt en bister in de mythen en oerverhalen van de mensheid en illustreerde hij literair werk van o.m. Isaac Babel, Isaac Bashevis Singer en Joseph Roth.
Met 'Scheisseimer' (2009) en 'Flandria Catholica' (2010), zijn getekende jeugdherinneringen, wekte hij alom bewondering. Dit werk gaf aanleiding tot meerdere tentoonstellingen en een succesvolle theatertournee. De VRT-documentaire 'Oorlogskinderen' (2012) en het boek 'Eindelijk bevrijd' (2013) over zijn vriendschap met Simon Gronowski voegden hier nog een fel opgemerkte nieuwe dimensie aan toe. In 2013 publiceerde hij zijn 'Verhalen van het Pajottenland'. Doorheen de jaren werkte hij ook vele malen samen met bevriende muzikanten, theatermakers en schrijvers. Zo zorgde hij in 2000 voor de scenografie van de productie 'Larf' van Josse De Pauw en Peter Vermeersch, waarin hij ook live optrad als schilder van een metershoog decordoek. Voor het project 'Multiple Voice' van het saxofoonensemble Bl!ndman maakte hij het beeld 'Athanor' voor het openingsconcert van Brugge 2002, Culturele Hoofdstad van Europa, een stalen sculptuur die te midden van de muzikanten opdoemde als een monumentale bron van licht en klank. In opdracht van tal van organisatoren – Festival Van Vlaanderen, Krijtkring, Zinneke, Stad Tongeren, Stad Genk, … – realiseerde hij meervoudig bespeelbare instrumenten en wagens.

## Publicaties
- Koenraad Tinel. Sculpturen Tekeningen, Kritak, 1992
- BRGL, Leysbroek, 2001, ISBN 9789080580510
- Apocalyps, Leysbroek, 2005, ISBN 9789080580534
- Skeletvrouw, Leysbroek, 2006
- Inkt, Leysbroek, 2006, ISBN 9789080580558
- IJzeren Hans, Leysbroek, 2007
- Scheisseimer, Uitgeverij Lannoo, 2009, ISBN 9789401419512
- Flandria Catholica, Uitgeverij Peeters, 2010, ISBN 9789042925021
- Eddy, DW B, 2011[2]
- VertelGenkVertel, Stichting Kunstboek, 2013, ISBN 9789058564535
- Eindelijk bevrijd. Geen schuld, geen slachtoffer, Uitgeverij Hannibal, 2013, ISBN 9789491376405
- Verhalen van het Pajottenland, Uitgeverij Atlas-Contact, 2013[3]
- Silent Navigations, Leysbroek, 2015
- Koenraad Tinel, Crux, MER, Paper Kunsthall, 2017
- UDSJUEN - Koenraad Tinel, Lannoo, 2019, ISBN 9789401461634
- Tinel tekent Babel en Singer, uitg. Oogachtend, 2022, ISBN 9789492672551
- Scheisseimer, Uitgeverij Oogachtend, 2023, ISBN 9789492672704